# Prem, Ilirska Bistrica
Prem este o localitate din comuna Ilirska Bistrica, Slovenia, cu o populație de 184 de locuitori.